# Cremastus
Zaleptopygus
Genre
Synonymes
- Zaleptopygus Viereck (d), 1911

Cremastus est un genre d'insectes Hyménoptères de la sous-famille des Ophioninae (famille des Ichneumonidae).

## Publication
Le genre Cremastus a été décrit et publié en 1829 par le zoologiste allemand Johann Ludwig Christian Carl Gravenhorst (1777–1857). Il a un synonyme, Zaleptopygus, créé en 1911 par l'entomologiste américain Henry Lorenz Viereck (d) (1881-1931).

## Liste des espèces
- C. abruptus Dasch, 1979
- C. aegyptiacus Szepligeti, 1905
- C. albertensis Dasch, 1979
- C. alternatus Dasch, 1979
- C. amabilis Dasch, 1979
- C. amoenus Dasch, 1979
- C. amplocellus Dasch, 1979
- C. angustus Dasch, 1979
- C. aquilonius Dasch, 1979
- C. arctatus Dasch, 1979
- C. arcuatus Cockerell, 1921
- C. argutus Dasch, 1979
- C. aridus Dasch, 1979
- C. ashmeadii Dasch, 1979
- C. atratus Dasch, 1979
- C. atripennis Dasch, 1979
- C. audax (Cresson, 1872)
- C. balteatus Vollenhoven, 1878
- C. bellicosus Gravenhorst, 1829
- C. bilineatus Cushman, 1917
- C. blanditus Dasch, 1979
- C. brevigenalis Kolarov, 1996
- C. bulbosus Dasch, 1979
- C. californicus (Provancher, 1888)
- C. canadensis Dasch, 1979
- C. cephalotes Sedivy, 1970
- C. cochise Dasch, 1979
- C. collectus Dasch, 1979
- C. conformis Dasch, 1979
- C. convergens Dasch, 1979
- C. convexus Dasch, 1979
- C. coriaceus Dasch, 1979
- C. crassicornis Thomson, 1890
- C. crassitibialis Uchida, 1940
- C. cressoni Kerrich, 1959
- C. crossidii Gupta, 1986
- C. curviterebrans Sedivy, 1970
- C. cylindricus Dasch, 1979
- C. champlaini Cushman, 1922
- C. chrysobothridis Dasch, 1979
- C. dalmatinus Strobl, 1904
- C. desertorum Dasch, 1979
- C. dispar Dasch, 1979
- C. dorcaschemae Cushman, 1920
- C. evansi Dasch, 1979
- C. exochus Dasch, 1979
- C. flavomaculatus Dasch, 1979
- C. flavopictus Dasch, 1979
- C. fumeus Dasch, 1979
- C. fuscatus Dasch, 1979
- C. fuscipennis (Cresson, 1865)
- C. gallaecola Cushman, 1917
- C. gelidus Dasch, 1979
- C. geminus Gravenhorst, 1829
- C. gigas Heinrich, 1953
- C. gladiatus Dasch, 1979
- C. globosus Dasch, 1979
- C. graecus Kolarov, 1989
- C. hesperius Dasch, 1979
- C. hyalinipennis (Cresson, 1872)
- C. idahoensis Dasch, 1979
- C. inaequalis Dasch, 1979
- C. incompletus (Provancher, 1875)
- C. indigus Dasch, 1979
- C. infirmus Gravenhorst, 1829
- C. inflatipes

Cremastus inflatipes Constantineanu, 1973
Cremastus inflatipes Roman, 1939
- C. interruptus (Desvignes, 1856)
- C. inyoensis Dasch, 1979
- C. kratochvili Sedivy, 1970
- C. latifrons Dasch, 1979
- C. lepidus Dasch, 1979
- C. lineatus Gravenhorst, 1829
- C. lineiger Hellen, 1949
- C. longulus Dasch, 1979
- C. maculosus Dasch, 1979
- C. madagascariensis Enderlein, 1921
- C. manitobae Dasch, 1979
- C. micaceus Dasch, 1979
- C. minutissimus Sedivy, 1971
- C. mordellistenae Cushman, 1917
- C. mulleolus Dasch, 1979
- C. nasutor Aubert, 1974
- C. nevadensis Dasch, 1979
- C. nordi Townes, 1965
- C. obliteratus Dasch, 1979
- C. obsoletus Dasch, 1979
- C. orbitalis (Cresson, 1872)
- C. orbus (Davis, 1898)
- C. orestes Dasch, 1979
- C. owyheensis Dasch, 1979
- C. paulus Dasch, 1979
- C. petiolaris Kolarov & Beyarslan, 1999
- C. piceus Cresson, 1872
- C. pimarum Dasch, 1979
- C. planus Dasch, 1979
- C. pleurovittatus Costa, 1883
- C. politus Dasch, 1979
- C. preclarus Dasch, 1979
- †C. primus Théobald, 1937
- C. prolatus Dasch, 1979
- C. prolixus Dasch, 1979
- C. prominens Dasch, 1979
- C. prostatus Dasch, 1979
- C. protractus Cushman, 1935
- C. protuberans Dasch, 1979
- C. puberulus Szepligeti, 1899
- C. pungens Gravenhorst, 1829
- C. quadratus Kolarov, 1997
- C. restrictus Dasch, 1979
- C. rohweri Cushman, 1917
- C. rugosus Dasch, 1979
- C. russulus Dasch, 1979
- C. sabulosus Vollenhoven, 1878
- C. scabrosus Dasch, 1979
- C. scitulus Dasch, 1979
- C. scorteus Dasch, 1979
- C. sicculus Dasch, 1979
- C. snowi (Viereck, 1905)
- C. spectator Gravenhorst, 1829
- C. stenotus Dasch, 1979
- C. stigmaterus (Cresson, 1872)
- C. subtilis Dasch, 1979
- C. tenebrosus Dasch, 1979
- C. tristator Aubert, 1970
- C. utahensis Dasch, 1979
- C. vierecki (Cockerell, 1903)
- C. wyomingensis Dasch, 1979
- C. yumensis Dasch, 1979

## Publication originale
: document utilisé comme source pour la rédaction de cet article.
- J. L. C. Gravenhorst. 1829. Ichneumonologia Europaea, Pars III, Continens Pimplas, Metopios, Bassos, Banchos, Ophiones, Hellwigias, Acaenitas, Xoridas, et Supplementa, p. 1-1097 (lire en ligne).